# Palazzo Banci Buonamici
Palazzo Banci Buonamici è un complesso architettonico situato nel centro storico di Prato con il prospetto principale che si affaccia lungo via Ricasoli. Il palazzo è sede della Provincia di Prato.

## Storia
Nel corso del XII secolo nell'area attualmente occupata da Palazzo Banci Buonamici si trovavano abitazioni di mercanti e banchieri e della famiglia pratese dei Guazzalotti. Parte dei fabbricati venne temporaneamente destinata allo spedale della Misericordia; altri edifici furono venduti alla famiglia Benamati che poi li cedette alla famiglia Buonamici nel 1569, mentre altre abitazioni furono acquistate dalla famiglia Verzoni per poi essere ereditati dalla famiglia Salviati nel corso del Settecento e passare anch'essi alla famiglia Buonamici nel 1787.
Nel corso del Novecento venne completamente modificato il piano terra che si affaccia lungo via Ricasoli e lungo via Cairoli per lasciare spazio ad esercizi commerciali, portando anche alla distruzione dell'originario giardino il cui recupero è iniziato agli inizi degli anni Duemila.

## Descrizione
L'aspetto attuale della facciata principale su via Ricasoli e di quella laterale sinistra su via Cairoli è stato conferito nel corso di interventi di ristrutturazione avvenuti nel corso del Settecento; il prospetto laterale conserva ancora i resti di una loggia. Dello stesso periodo risulta anche la facciata posteriore che si affaccia sul giardino, seppur realizzata in uno stile architettonico neocinquecentesco.
All'interno del palazzo uno scalone di epoca seicentesca conduce al piano nobile decorato da affreschi realizzati tra il tardo Seicento e l'inizio del Settecento, alla cui realizzazione contribuì soprattutto Cosimo Ulivelli; la galleria settecentesca è attribuita a Benedetto Fortini. Da segnalare anche un tabernacolo settecentesco all'interno del quale è collocato l'affresco quattrocentesco dei fratelli Miniati raffigurante una Madonna col Bambino.